# Arnaville
Arnaville é uma comuna francesa na região administrativa de Grande Leste, no departamento de Meurthe-et-Moselle. Estende-se por uma área de 5,22 km². Em 2010 a comuna tinha 574 habitantes (densidade: 110 hab./km²).